# Denny Hamlin
James Dennis „Denny“ Hamlin Jr. (* 18. November 1980 in Tampa, Florida) ist ein US-amerikanischer NASCAR-Rennfahrer. Er fährt den von FedEx gesponserten Toyota Camry mit der Startnummer 11 im Sprint Cup für Joe Gibbs Racing. Er ist ein dreifacher Sieger des Daytona 500.

## Karriere

### Frühe Jahre
Hamlin, der in Chesterfield, Virginia aufgewachsen war, begann seine Karriere als Rennfahrer im Jahre 1988 im Alter von sieben Jahren mit Kart-Rennen. 1997, im Alter von 16 Jahren, wechselte er zum Tourenwagensport. Bei seinem ersten Rennen auf dem Langley Speedway sicherte er sich direkt die Pole-Position und gewann anschließend das Rennen. Zum Ende der Saison wechselte Hamlin in die Grand Stock-Division und zur Saison 2000 zu den Late Models. In der Saison 2002 gewann er zehn Rennen, in der darauffolgenden Saison 25 der insgesamt 36 Rennen und ging in 30 Rennen von der Pole-Position an den Start.

### NASCAR

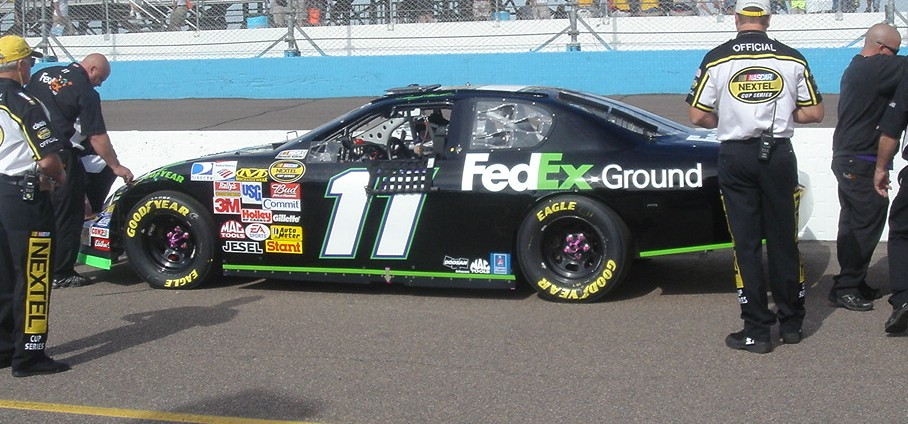
Denny Hamlins #11 FedEx Chevy bei der Inspektion beim Checker Auto 500 am 12. November 2006.

#### 2004
2004 unterschrieb Hamlin einen Vertrag für ein Entwicklungsprogramm für Rennfahrer bei Joe Gibbs Racing und ging bei fünf Rennen der Craftsman Truck Series an den Start. Zugleich fuhr er sein erstes Rennen in der Busch Series auf dem Darlington Raceway, wo er von Startplatz 27 auf den achten Platz fuhr.

#### 2005
In der Saison 2005 fuhr Hamlin die komplette Saison in der Busch Series und ersetzte Mike Bliss im Rockwell Automation-Chevrolet mit der Startnummer 20. Die Saison beendete er als Fünfter in der Meisterschaft. Hamlin erzielte insgesamt elf Top-10-Ergebnissen und gewann ein Preisgeld von 1.064.110 US-Dollar. Ebenfalls 2005 fuhr Hamlin sein erstes Rennen im Nextel Cup auf dem Kansas Speedway im FedEx-Chevrolet mit der Startnummer 11, nachdem Jason Leffler entlassen worden war. Insgesamt absolvierte er sieben Rennen im Cup, von denen er in dreien unter die Top 10 fuhr. Auf dem Phoenix International Raceway holte sich Hamlin seine erste Pole-Position.

#### 2006
Im Jahr 2006 fuhr Hamlin seine erste volle Saison im Nextel Cup und trat gleichzeitig auch in der Busch Series an. Am 5. März gewann er das erste Busch Series-Rennen auf dem Autódromo Hermanos Rodríguez.
In Hamlins erstem Restrictor Plate-Rennen erzielte er großes Aufsehen, als er im 70 Runden langen Budweiser Shootout alle Sieger von Pole-Positions der Saison 2005 hinter sich ließ. Hamlin ist der erste Rookie, der dieses Rennen gewinnen konnte. Im Mai veranstaltete er mit einem Teil seiner Crew während einer Pause zu Testfahrten auf dem Lowe’s Motor Speedway ein Rennen um die Lkws des Teams. Dabei verletzte er sich an der linken Hand zwischen kleinem Finger und Handgelenk und musste mit 19 Stichen genäht werden. Trotz dieser Verletzung wurde Hamlin hinter Dale Earnhardt junior Zweiter beim Crown Royal 400. Am 11. Juni holte er sich beim Pocono 500 auf dem Pocono Raceway den ersten Sieg seiner Karriere im Nextel Cup. Am 23. Juli gewann er das Pennsylvania 500, ebenfalls auf dem Pocono Raceway. Hamlin ist der zweite Fahrer nach Jimmie Johnson, der beide Rennen auf einer Rennstrecke in einer Saison als Rookie gewinnen konnte. Neben den beiden Siegen stand Hamlin auch bei beiden Rennen auf der Pole-Position sowie beim Chevy Rock and Roll 400. Er beendete die Saison als Dritter in der Meisterschaft und wurde zudem zum Rookie des Jahres im Nextel Cup gekürt. Sein dritter Platz ist das beste Ergebnis eines Rookies in der Geschichte der NASCAR. Zudem ist Hamlin der erste Rookie, der es in den Chase for the Nextel Cup schaffte.

#### 2007
Hamlin startete die Saison 2007 mit einem 28. Platz beim Daytona 500. Den dritten Sieg seiner Karriere erzielte er bei den Lenox Industrial Tools 300 auf dem New Hampshire International Speedway. Auch in seiner zweiten vollen Saison schaffte er den Sprung in den Chase for the Nextel Cup. Im Chase selbst reichte es nur für drei Top-10-Ergebnisse, in fünf Rennen schaffte er es nicht in die Top 20. Am Ende der Saison belegte er den zwölften Platz in der Meisterschaft und war somit Letzter der Chase-Teilnehmer.

#### 2008
In der Sprint Cup Saison 2008 fuhr er mit dem Goody’s Cool Orange 500 seinen ersten Saisonsieg ein und beendete die Saison auf Position acht. In der Nationwide Series gewann er das Lipton Tea 250 in Richmond, das Heluva Good! 200 in Dover, am amerikanischen Independence Day das Winn-Dixie 250 in Daytona und das Kansas Lottery 300 in Kansas. Er beendete die Saison auf Platz 19.

#### 2009
In der Sprint Cup Saison 2009 feierte er seinen ersten Sieg beim Pocono Raceway beim Pennsylvania 500. Es folgten noch drei weitere Siege auf dem Richmond International Raceway, dem Martinsville Speedway und im Saisonfinale, dem Ford 400 auf dem Homestead-Miami Speedway.